# Smyrna (miasto w stanie Nowy Jork)
Smyrna – miasto w Stanach Zjednoczonych, w stanie Nowy Jork, w hrabstwie Chenango.